# Laguna La Señoraza
Laguna La Señoraza är en sjö i Chile.   Den ligger i regionen Región del Biobío, i den södra delen av landet, 500 km söder om huvudstaden Santiago de Chile. Laguna La Señoraza ligger 52 meter över havet. Arean är 0,38 kvadratkilometer. Den sträcker sig 0,7 kilometer i nord-sydlig riktning, och 1,3 kilometer i öst-västlig riktning.
Följande samhällen ligger vid Laguna La Señoraza:
- La Laja (16 550 invånare)

Trakten runt Laguna La Señoraza består i huvudsak av gräsmarker. Runt Laguna La Señoraza är det ganska tätbefolkat, med 108 invånare per kvadratkilometer.